# Дунляохэ
Дунляохэ (кит. 东辽河 — «восточная Ляохэ») — река на северо-востоке Китая, в северной части провинции Ляонин и юго-западной части провинции Гирин.

## Течение
Река начинается в уезде Дунляо городского округа Ляоюань провинции Гирин. Оттуда она течёт на юго-запад, заходя в провинцию Ляонин, после чего поворачивает на северо-запад и вновь попадает в провинцию Гирин. Там она дугой течёт по территории городского округа Сыпин, отделяя уезд Лишу от городских уездов Гунчжулин и Шуанляо, после чего опять покидает территорию Гирина. На территории уезда Чанту городского округа Телин провинции Ляонин она сливается с рекой Силяохэ («западная Ляохэ»), образуя реку Ляохэ.